# 4984 Patrickmiller
4984 Patrickmiller este un asteroid din centura principală, descoperit pe 7 noiembrie 1978, de Eleanor Helin și Schelte Bus.